# Cambio climático en Estados Unidos

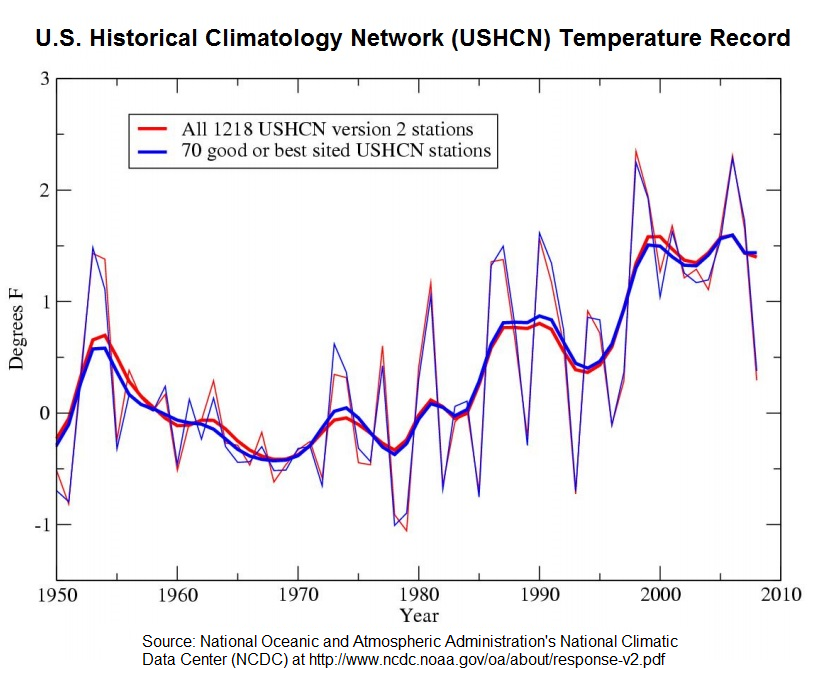
Registro de temperaturas en Estados Unidos de 1950 a 2009 según la Oficina Nacional de Administración Oceánica y Atmosférica (NOAA)

Clasificación climática de Köppen entre 2071 y 2100

El cambio climático en Estados Unidos está causando efectos en el país que son generalizados y variados. En 2012, Estados Unidos experimentó su año más cálido jamás registrado. Las distintas regiones experimentan cambios climáticos muy diferentes. Los cambios climáticos en las regiones de Estados Unidos parecen ser significativos. Por ejemplo, las condiciones de sequía parecen estar empeorando en el suroeste mientras que mejoran en el noreste. En general, los estados que emiten más dióxido de carbono por persona y bloquean la acción climática, están sufriendo más. Algunas investigaciones han advertido de los posibles problemas derivados de los cambios climáticos en Estados Unidos, como la propagación de especies invasoras y la posibilidad de que se produzcan tanto inundaciones como sequías. El cambio climático se considera una amenaza para la seguridad nacional de Estados Unidos.
Las emisiones de gases de efecto invernadero de Estados Unidos son muy grandes en comparación con la mayoría de los demás países: tanto en términos de emisiones totales como per cápita, se encuentra entre los mayores contribuyentes.
En abril de 2019, el 69% de los estadounidenses cree que el cambio climático está ocurriendo y el 55% piensa que es causado principalmente por el hombre. En 2015, The New York Times y varias otras fuentes revelaron que las compañías petroleras sabían que la quema de petróleo y gas podía causar el calentamiento global desde la década de 1970 pero, sin embargo, financiaron a los negacionistas durante años. 2016 fue un año histórico de desastres meteorológicos y climáticos multimillonarios en Estados Unidos. En abril de 2021, Estados Unidos se fijó el objetivo de reducir las emisiones de gases de efecto invernadero entre un 50% y un 52% para 2030.

## Impacto en las personas

### Impactos económicos
Un artículo publicado en Science predice que los estados del sur, como Texas, Florida y el sur profundo, se verán afectados económicamente por el cambio climático de forma más grave que los estados del norte, algunos de los cuales incluso obtendrían "beneficios moderados".

#### Agricultura y seguridad alimentaria
La Cuarta Evaluación Climática Nacional de 2018 señala que las economías regionales dominadas por la agricultura pueden tener vulnerabilidades adicionales a causa del cambio climático. Joseph Stiglitz, economista ganador del premio Nobel, señala que los desastres relacionados con el clima en 2017 costaron el equivalente al 1.5% del PIB. La producción agrícola y ganadera se verá cada vez más afectada.
Un informe de 2012 publicado en Nature Climate Change afirmaba que hay motivos para preocuparse de que los cambios climáticos estadounidenses puedan aumentar la inseguridad alimentaria al reducir el rendimiento de los cereales, y los autores señalaban también que existen otros hechos sustanciales que influyen en los precios de los alimentos, como los mandatos gubernamentales que convierten los alimentos en combustible y la fluctuación de los costes de transporte. Los investigadores concluyeron que la volatilidad de los precios del maíz en Estados Unidos aumentaría moderadamente con el calentamiento de Estados Unidos, con subidas relativamente modestas de los precios de los alimentos, suponiendo que la competencia y la integración del mercado mitigaran en parte los efectos del clima. Advirtieron que los mandatos sobre biocombustibles, de estar presentes, aumentarían ampliamente la sensibilidad del precio del maíz al calentamiento estadounidense.

## Mitigación y adaptación

### Adaptación
El estado de California promulgó el primer plan integral de acción climática a nivel estatal con su "Estrategia de Adaptación Climática de California" de 2009. La red eléctrica de California se ha visto afectada por el aumento del riesgo de incendios asociado al cambio climático. En la alerta de "bandera roja" de 2019 sobre la posibilidad de incendios forestales declarada en algunas zonas de California, la compañía eléctrica Pacific Gas and Electric (PG&E) se vio obligada a cortar la energía para evitar la inflamación de los árboles que tocan las líneas eléctricas. Millones de personas se vieron afectadas.
En el estado de Florida, cuatro condados (Broward, Miami-Dade, Monroe y Palm Beach) han creado el Pacto Regional para el Cambio Climático del Sureste de Florida con el fin de coordinar las estrategias de adaptación y mitigación para hacer frente al impacto del cambio climático en la región. El Estado de Massachusetts ha concedido subvenciones a ciudades y pueblos costeros para actividades de adaptación, como la fortificación contra las inundaciones y la prevención de la erosión costera.
El Estado de Nueva York está exigiendo que se tenga en cuenta el cambio climático en determinados programas de permisos de infraestructuras, zonificación y espacios abiertos; y está cartografiando la subida del nivel del mar a lo largo de su costa. Tras el huracán Sandy, Nueva York y Nueva Jersey aceleraron la recompra voluntaria por parte del gobierno de viviendas en zonas propensas a las inundaciones. La ciudad de Nueva York anunció en 2013 que planeaba gastar entre $10000 y $20000 millones de dólares en la protección local contra las inundaciones, la reducción del efecto isla de calor con tejados reflectantes y verdes, el endurecimiento de los hospitales y las viviendas públicas ante las inundaciones, la resistencia en el suministro de alimentos y la mejora de las playas; rezonificó para permitir a los propietarios privados trasladar los elementos críticos a los pisos superiores; y exigió a los servicios eléctricos que endurecieran las infraestructuras contra las inundaciones.
En 2019, el Senado aprobó un "proyecto de ley de ayuda para catástrofes" de $19100 millones de dólares. El proyecto de ley debería ayudar a las víctimas de las condiciones meteorológicas extremas que fueron en parte alimentadas por el cambio climático.

### Políticas y legislación
Los gobiernos federales, estatales y locales han debatido las políticas sobre el cambio climático, pero las leyes resultantes varían considerablemente. El Congreso de Estados Unidos no ha adoptado un plan global de reducción de las emisiones de gases de efecto invernadero, pero leyes medioambientales de larga data, como la Ley de Aire Limpio, han sido utilizadas por el poder ejecutivo y los litigantes en los juicios para aplicar reglamentos y acuerdos voluntarios.
El gobierno federal tiene la facultad exclusiva de regular las emisiones de los vehículos de motor, pero ha concedido al estado de California una exención para adoptar normas más estrictas.  Otros estados pueden optar por adoptar las normas federales o las de California. Los estados individuales conservan la facultad de regular las emisiones de la generación eléctrica y las fuentes industriales, y algunos lo han hecho. Los códigos de construcción están controlados por los gobiernos estatales y locales, y en algunos casos se han modificado para exigir una mayor eficiencia energética. Los gobiernos de todos los niveles tienen la opción de reducir las emisiones de sus propias operaciones, por ejemplo, mediante mejoras en los edificios, la compra de vehículos con combustibles alternativos y la reducción de los residuos; y algunos lo han hecho.
Los opositores políticos a las normativas sobre emisiones argumentan que tales medidas reducen la actividad económica de la industria de los combustibles fósiles (que es una importante industria extractiva en Estados Unidos), e imponen costes no deseados a los conductores, usuarios de electricidad y propietarios de edificios. Algunos sostienen también que las regulaciones ambientales estrictas infringen la libertad individual, y que el impacto ambiental de la actividad económica debe ser impulsado por las decisiones informadas de los consumidores. Los defensores de la regulación sostienen que la economía no es un juego de suma cero y que las decisiones individuales han demostrado ser insuficientes para evitar niveles perjudiciales y costosos de calentamiento global. Algunos estados han financiado programas para impulsar el empleo en industrias de energía verde, como la producción de turbinas eólicas. Las zonas que dependen en gran medida de la producción de carbón no han tomado esas medidas y están sufriendo una recesión económica debido tanto a la competencia del gas natural, ahora más barato, como a las normas medioambientales que hacen que la generación de electricidad a partir del carbón sea desventajosa debido a las altas emisiones de CO2 y otros contaminantes en comparación con otros combustibles.
En junio de 2021 se canceló el proyecto Keystone XL, considerado un símbolo de la batalla contra el cambio climático y los combustibles fósiles, tras las fuertes objeciones de los ecologistas, los pueblos indígenas y la administración de Joe Biden.

#### Política estatal y regional
En todo el país, las organizaciones regionales, los estados y las ciudades están logrando reducciones reales de las emisiones y adquiriendo una valiosa experiencia política al tomar medidas contra el cambio climático. Según el informe de America's Pledge, el 65% de la población estadounidense, el 51% de las emisiones de GEI y el 68% del PIB, forman ya parte de diferentes coaliciones que apoyan la acción climática y quieren cumplir los compromisos de Estados Unidos en el Acuerdo de París. Las coaliciones incluyen We Are Still In, US Climate Alliance, Climate Mayors y otras.
Estas acciones incluyen el aumento de la generación de energía renovable, la venta de créditos de secuestro de carbón agrícola y el fomento del uso eficiente de la energía. El Programa Científico sobre el Cambio Climático de Estados Unidos es un programa conjunto de más de veinte departamentos del gabinete y agencias federales de Estados Unidos, que trabajan juntos para investigar el cambio climático. En junio de 2008, un informe publicado por el programa afirmaba que el tiempo sería más extremo, debido al cambio climático. Los estados y municipios suelen funcionar como "laboratorios políticos", desarrollando iniciativas que sirven de modelo para la acción federal. Esto ha sido especialmente cierto en el caso de la normativa medioambiental: la mayoría de las leyes medioambientales federales se han basado en modelos estatales. Además, las acciones estatales pueden afectar significativamente a las emisiones, porque muchos estados individuales emiten altos niveles de gases de efecto invernadero. Texas, por ejemplo, emite más que Francia, mientras que las emisiones de California superan las de Brasil. Las acciones estatales también son importantes porque los estados tienen jurisdicción primaria sobre muchas áreas -como la generación de electricidad, la agricultura y el uso de la tierra- que son fundamentales para abordar el cambio climático.
Muchos estados participan en iniciativas regionales sobre el cambio climático, como la Iniciativa Regional de Gases de Efecto Invernadero en el noreste de Estados Unidos, la Iniciativa de Energía Limpia y Diversificada de la Asociación de Gobernadores del Oeste (WGA) y la Iniciativa de Cambio Climático del Suroeste.
Dentro de los diez estados del noreste que aplican la Iniciativa Regional de Gases de Efecto Invernadero, las emisiones de dióxido de carbono per cápita disminuyeron aproximadamente un 25% entre 2000 y 2010, ya que las economías estatales siguieron creciendo al tiempo que promulgaban diversos programas de eficiencia energética.

### Cooperación internacional
Estados Unidos, a pesar de ser signatario del Protocolo de Kioto de 1997, bajo la presidencia de Clinton, no ratificó ni se retiró del mismo. En 1997, el Senado estadounidense votó por unanimidad, en virtud de la Resolución Byrd-Hagel, que no era el sentido del Senado que Estados Unidos fuera signatario del Protocolo de Kioto, y en marzo de 2001, la Administración Bush anunció que no aplicaría el tratado, alegando que crearía contratiempos económicos en Estados Unidos y que no ejerce suficiente presión para limitar las emisiones de las naciones en desarrollo. En febrero de 2002, Bush anunció su alternativa al Protocolo de Kioto, presentando un plan para reducir la intensidad de los gases de efecto invernadero en un 18% en 10 años. La intensidad de los gases de efecto invernadero es específicamente la relación entre las emisiones de gases de efecto invernadero y la producción económica, lo que significa que, con este plan, las emisiones seguirían creciendo, pero a un ritmo más lento. Bush declaró que este plan evitaría la emisión de 500 millones de toneladas métricas de gases de efecto invernadero, lo que equivale aproximadamente a 70 millones de coches de la carretera. Este objetivo se alcanzaría mediante la concesión de créditos fiscales a las empresas que utilicen fuentes de energía renovables.
En 2007, el Tribunal Supremo de Estados Unidos dictaminó en el caso Massachusetts contra la Agencia de Protección Medioambiental que la regulación del dióxido de carbono por parte de la EPA es obligatoria en virtud de la Ley de Aire Limpio.
El presidente Barack Obama propuso un programa de tope y comercio como parte del presupuesto federal de Estados Unidos de 2010, pero nunca fue aprobado por el Congreso.
El Presidente Obama se comprometió en la Cumbre del Cambio Climático de Copenhague de diciembre de 2009 a reducir las emisiones de dióxido de carbono en un 17% por debajo de los niveles de 2005 para 2020, en un 42% por debajo de los niveles de 2005 para 2030 y en un 83% por debajo de los niveles de 2005 para 2050. Los datos de un informe de abril de 2013 de la Energy Information Administration (EIA), mostraron una reducción del 12% en el periodo de 2005 a 2012. Algo más de la mitad de este descenso se ha atribuido a la recesión, y el resto a una serie de factores como la sustitución de la generación de energía basada en el carbón por el gas natural y el aumento de la eficiencia energética de los vehículos estadounidenses (según un análisis del Consejo de Asesores Económicos). La Orden Ejecutiva 13514 estableció varios requisitos de eficiencia energética en los edificios y operaciones federales, incluidos los objetivos para 2015.  Ese mismo año, la Orden Ejecutiva 13693 estableció requisitos para las operaciones federales en general.
En un discurso ante el Congreso de los Estados Unidos en junio de 2013, el presidente detalló un plan de acción específico para lograr la reducción del 17% de las emisiones de carbono respecto a 2005 para 2020, incluyendo medidas como el cambio de la generación de energía basada en el carbón a la producción solar y de gas natural. Algunos legisladores republicanos y demócratas expresaron su preocupación por la idea de imponer nuevas multas y regulaciones a la industria del carbón mientras Estados Unidos aún intenta recuperarse de la recesión económica mundial, y el presidente de la Cámara de Representantes, John Boehner, afirmó que las normas propuestas "dejarán sin trabajo a miles y miles de estadounidenses". Christiana Figueres, directora ejecutiva de la secretaría del clima de la ONU, elogió el plan como un punto de referencia vital que las personas preocupadas por el cambio climático pueden utilizar como parangón tanto en su país como en el extranjero.
Tras no participar en anteriores tratados internacionales sobre el clima, Estados Unidos firmó el Acuerdo de París el 22 de abril de 2016 durante la administración Obama. Aunque este acuerdo no obliga a una reducción específica para ningún país, establece objetivos globales, pide a los países que fijen sus propios objetivos y obliga a presentar informes.
Estados Unidos presentó su plan de acción en marzo de 2015, antes de la firma del tratado.  Reafirmando el anuncio que hizo en noviembre de 2014 con China, Estados Unidos declaró que reduciría las emisiones de gases de efecto invernadero a un 26-28% por debajo de los niveles de 2005 para 2025. Esto se logrará mediante varias acciones ejecutivas:
- Plan de Energía Limpia: regulación de las fuentes de electricidad (suspendido por el Tribunal Supremo en febrero de 2016, a la espera del resultado de una demanda).
- Nuevas normas de emisiones para vehículos pesados, finalizadas por la EPA en marzo de 2016.[45]
- Normas de eficiencia del Departamento de Energía para edificios, aparatos y equipos comerciales.
- Diversas acciones para reducir las emisiones de gases de efecto invernadero distintos del dióxido de carbono, incluida la regulación y los esfuerzos voluntarios relacionados con el metano de los vertederos, la agricultura y las minas de carbón; y la reducción de los hidrofluorocarburos (HFC) mediante la regulación nacional y la modificación del Protocolo de Montreal.

En junio de 2017, el presidente Donald Trump anunció la retirada de Estados Unidos del Acuerdo de París, aunque el proceso de salida especificado por el tratado (que Trump dijo que Estados Unidos seguiría) durará al menos hasta el 4 de noviembre de 2020. Trump afirma que abandonar el acuerdo creará más oportunidades de empleo en Estados Unidos, pero en realidad puede tener el efecto contrario al ahogar a las industrias de energías renovables. Al mismo tiempo, la administración de Trump cerró las páginas web sobre el cambio climático de la Agencia de Protección Ambiental de Estados Unidos y eliminó las menciones al tema en otras partes del sitio. En abril de 2018, la administración Trump canceló el programa del Sistema de Monitoreo de Carbono (CMS) de la NASA, que ayudaba con el monitoreo de las emisiones de CO2 y la deforestación en Estados Unidos y en otros países. La administración Trump también se ha movido para aumentar el consumo de combustibles fósiles y hacer retroceder las políticas medioambientales que se consideran gravosas para las empresas.
Para compensar el desmantelamiento del Plan de Energía Limpia habría que plantar aproximadamente 10.000 millones de árboles. Los activistas intentan plantar este número de árboles.
En enero de 2020, Trump anunció que Estados Unidos se uniría a la Campaña del Trillón de Árboles. Los activistas climáticos criticaron el plan por ignorar las causas fundamentales del cambio climático. El presidente de la Comisión de Recursos Naturales de la Cámara de Representantes, Raúl Grijalva, criticó el plan por considerarlo "un gesto participativo para sentirse bien" sin una cartera más amplia de acciones medioambientales a su alrededor.
En junio de 2020, los demócratas propusieron un plan de acción climática en Estados Unidos cuyo objetivo es no vender coches que emitan gases de efecto invernadero para 2035, alcanzar las cero emisiones del sector energético para 2040 y reducir a cero todas las emisiones de gases de efecto invernadero del país para 2050. El plan incluye algunas acciones para mejorar la justicia medioambiental. En 2016, el 38% de los adultos de Estados Unidos pensaba que detener el cambio climático era una prioridad absoluta, que aumentó al 52% en 2020. Muchos republicanos comparten esta opinión.
En noviembre de 2020, la Reserva Federal solicitó unirse a la Red para la Ecologización del Sistema Financiero e incluyó el cambio climático en la lista de riesgos para la economía. El 2 de noviembre, Wired publicó un artículo sobre los esfuerzos de la administración Trump para distorsionar y suprimir la información sobre el cambio climático, despidiendo al científico jefe en funciones de la Oficina Nacional de Administración Oceánica y Atmosférica y distorsionando el uso de los modelos climáticos en el Servicio Geológico de los Estados Unidos.
En su primer día como presidente, el 20 de enero de 2020, Joe Biden firmó una orden ejecutiva en la que se comprometía a que Estados Unidos se reincorporara al Acuerdo de París. Estados Unidos se reincorporó al acuerdo el 19 de febrero de 2021. Esto significa que los países responsables de dos tercios de las emisiones mundiales de gases de efecto invernadero se han comprometido a ser neutrales en materia de carbono; sin Estados Unidos, había sido la mitad.

## Sociedad y cultura

### Respuesta pública

#### Opinión pública sobre el cambio climático
En abril de 2019, el 69% de los estadounidenses pensaba que el cambio climático está ocurriendo y el 55% piensa que es principalmente causado por el hombre. En septiembre de 2019, aproximadamente el 75% pensaba que el cambio climático es real y provocado por el hombre. En noviembre de 2016, el 69 % de los votantes registrados dijo que Estados Unidos debería permanecer en el Acuerdo de París. El 13% dijo que debería abandonar el acuerdo.
Al menos tres institutos estadounidenses se han opuesto a la mención del cambio climático en los discursos de graduación de los alumnos en 2019.

#### Ideologías políticas

Los demócratas (azul) y los republicanos (rojo) han diferido durante mucho tiempo en sus opiniones sobre la importancia de abordar el cambio climático, y la brecha se amplió a finales de la década de 2010, principalmente por el aumento de la participación de los demócratas en más de 30 puntos.
(La discontinuidad se debe a que en 2015 la encuesta pasó de recitar "calentamiento global" a "cambio climático").

El apoyo histórico a la protección del medio ambiente ha sido relativamente imparcial. El republicano Theodore Roosevelt creó los parques nacionales, mientras que el demócrata Franklin D. Roosevelt estableció el Servicio de Conservación del Suelo. Este carácter no partidista empezó a cambiar durante la década de 1980, cuando la administración Reagan declaró que la protección del medio ambiente era una carga económica. Las opiniones sobre el calentamiento global empezaron a divergir seriamente entre demócratas y republicanos cuando se debatió la ratificación del Protocolo de Kioto en 1998. Las diferencias de opinión entre el público en general suelen amplificarse entre las élites políticas, como los miembros del Congreso, que tienden a estar más polarizados. Un estudio realizado en 2017 por el Centro para el Progreso Estadounidense sobre la negación del cambio climático en el Congreso de los Estados Unidos encontró 180 miembros que niegan la ciencia que subyace al cambio climático; todos eran republicanos.
Más allá de los políticos, existe una variedad de opiniones por cada partido político. En marzo de 2014, Gallup descubrió que, entre los demócratas, el 45% dice estar muy preocupado por la calidad del medio ambiente, mientras que la cifra se reduce al 16% en el caso de los republicanos.
El desacuerdo político también está fuertemente arraigado en las posibles soluciones para abordar el cambio climático. Estrategias como un sistema de "tope y comercio" siguen siendo una discusión acalorada.
El 20 de enero de 2017, instantes después de la toma de posesión de Donald Trump, se eliminó de la web de la Casa Blanca toda referencia al cambio climático. Estados Unidos ha sido considerado el investigador más autorizado de esta información, y había preocupación entre la comunidad científica por la forma en que la administración Trump daría prioridad al tema.
En las primeras indicaciones a los medios de comunicación sobre el primer proceso presupuestario federal bajo la administración de Donald Trump, había indicios de que la mayoría de los esfuerzos de la administración Obama para frenar las emisiones de gases de efecto invernadero de Estados Unidos serían efectivamente revertidos.
En julio de 2018, la Administración Trump publicó su Borrador de Declaración de Impacto Ambiental de la NHTSA. En él se preveía que, de seguir el curso actual, el planeta se calentará unos desastrosos siete grados Fahrenheit (o unos 3.9 grados Celsius) a finales de este siglo.
Se crearon muchas páginas para examinar y comparar los puntos de vista de los candidatos en las elecciones presidenciales de 2020 sobre el cambio climático. La Liga de Votantes por la Conservación creó un sitio especial, enteramente dedicado al tema, llamado "Cambiar el Clima 2020". Se crearon páginas similares en el sitio de NRDC, Ballotpedia, Boston CBS, the Skimm

### Activismo
Los cálculos realizados en 2021 mostraron que, para que el mundo tenga un 50% de posibilidades de evitar un aumento de la temperatura de 2 grados o más, Estados Unidos debería aumentar sus compromisos climáticos en un 38%. Para una probabilidad del 95% debería aumentar los compromisos en un 125%. Para dar un 50% de posibilidades de mantenerse por debajo de 1.5 grados, Estados Unidos debería aumentar sus compromisos en un 203%.

### Comunidad empresarial
En 2015, según The New York Times y otros, las compañías petroleras sabían que la quema de petróleo y gas podía causar el calentamiento global desde la década de 1970 pero, sin embargo, financiaron a los negacionistas durante años. Del mismo modo, los científicos de General Motors y Ford Motor Company sabían ya en la década de 1960 que sus productos causaban el cambio climático y las empresas hicieron lo mismo.
Una revisión, publicada en 2016, de la literatura académica que explora el potencial de la responsabilidad relacionada con las emisiones de efecto invernadero, calculó que la responsabilidad relacionada con el cambio climático podría alcanzar billones de dólares sobre la base de la pérdida de ingresos de las naciones que se verían obligadas a evacuar debido a la subida del nivel del mar.

### Papel del ejército estadounidense
El ejército estadounidense es un valedor inequívoco de la ciencia del clima, y sus actuales esfuerzos por valorar los verdaderos costes y beneficios de la conservación de la energía y el aumento del uso de las energías renovables pueden servir como impulsores del cambio, según un estudio de 2014 del Departamento de Estudios Jurídicos de la Universidad de Pensilvania.
Un informe de 2014 describió el cambio climático previsto como un "catalizador de conflictos". El Departamento de Defensa había publicado una hoja de ruta para la adaptación al cambio climático en el año fiscal 2012, en la que describía sus vulnerabilidades, pero la Oficina de Rendición de Cuentas del Gobierno (GAO) descubrió que los funcionarios de las instalaciones rara vez proponían proyectos de adaptación al cambio climático, porque los procesos de aprobación y financiación de las construcciones militares no incluyen la adaptación al cambio climático en los criterios de clasificación de los proyectos.

### Racismo medioambiental
El cambio climático cambiará los sistemas y las oportunidades actuales de los Estados Unidos para los trabajos mal pagados que suelen ocupar las personas BIPOC y de bajo nivel socioeconómico, como la agricultura y el turismo. Se espera que las oportunidades de trabajo en estos campos disminuyan y se vuelvan más exigentes para los trabajadores debido a las condiciones más duras. Según un estudio realizado sobre las desigualdades medioambientales en California, las personas de color y de bajo nivel socioeconómico pueblan las ciudades con la peor calidad del aire del estado, lo que supone un mayor riesgo para estos grupos de estar expuestos a contaminantes atmosféricos nocivos. Además, muchas personas de bajo nivel socioeconómico pueden no tener un acceso adecuado a la asistencia sanitaria para rectificar su exposición desproporcionada, lo que provoca problemas de salud a largo plazo. Las familias racializadas gastan un mayor porcentaje de sus ingresos en necesidades básicas, y se verán desproporcionadamente afectadas por el aumento de los precios de los alimentos y otras necesidades básicas, lo que ampliará aún más la brecha de riqueza entre las clases sociales en los Estados Unidos. Uno de los factores que más contribuyen a la desigualdad sanitaria en el sistema alimentario es el cambio climático. El aumento de los precios de los alimentos seguirá contribuyendo a que las personas de bajo nivel socioeconómico experimenten un aumento de la inseguridad alimentaria y de las dietas que contribuyen a la malnutrición y la obesidad. El sistema alimentario también verá aumentar la propagación de enfermedades como el cólera y la filariasis.
Según un estudio realizado sobre la población de California, los vecindarios de bajo NSE y los vecindarios ocupados por personas de color experimentan olas de calor con mayor frecuencia, y sus efectos son más duros debido a que están situados en el medio de las ciudades, un fenómeno llamado isla de calor. Además, es menos probable que las personas racializadas tengan acceso a aire acondicionado y transporte a las estaciones de socorro, duplicando la tasa de mortalidad afroamericana causada por las olas de calor en Los Ángeles.

## Cambio climático por estado o territorio
Los impactos del cambio climático son diferentes según el estado. En general, los estados que emiten más dióxido de carbono por persona y bloquean la acción climática, sufren más.